# Madiran
Cet article concerne la commune. Pour le vin, voir Madiran (AOC). Pour le journaliste et écrivain, voir Jean Madiran.
Madiran est une commune française située dans le nord-ouest du département des Hautes-Pyrénées, en région Occitanie. Sur le plan historique et culturel, la commune est dans le pays de Rivière-Basse, qui s’allonge dans la moyenne vallée de l’Adour, à l’endroit où le fleuve marque un coude pour s’orienter vers l’Aquitaine.
Exposée à un climat océanique altéré, elle est drainée par le Bergons, le Saget et par divers autres petits cours d'eau.
Madiran est une commune rurale qui compte 424 habitants en 2022, après avoir connu un pic de population de 1 289 habitants en 1831.
Ses habitants sont appelés les Madiranais.

## Géographie

### Localisation
La commune de Madiran se trouve dans le département des Hautes-Pyrénées, en région Occitanie.
Elle se situe à 37 km à vol d'oiseau de Tarbes, préfecture du département, et à 12 km de Maubourguet, bureau centralisateur du canton du Val d'Adour-Rustan-Madiranais dont dépend la commune depuis 2015 pour les élections départementales.
La commune fait en outre partie du bassin de vie de Maubourguet.
Les communes les plus proches sont : 
Soublecause (3,4 km), Crouseilles (3,8 km), Castelnau-Rivière-Basse (4,1 km), Aydie (4,2 km), Bétracq (4,3 km), Arrosès (4,3 km), Hagedet (4,4 km), Lasserre (4,5 km).
Sur le plan historique et culturel, Madiran fait partie du pays de Rivière-Basse, qui s’allonge dans la moyenne vallée de l’Adour, à l’endroit où le fleuve marque un coude pour s’orienter vers l’Aquitaine.

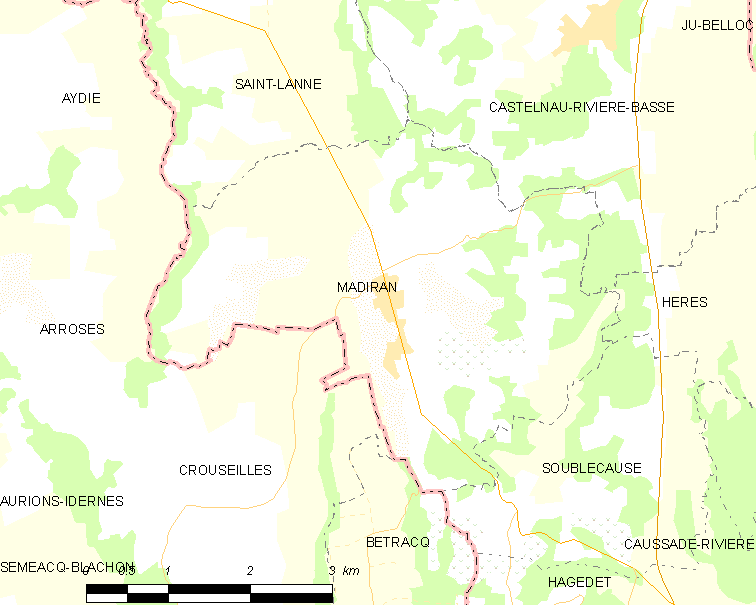
Carte de la commune de Madiran et des proches communes.

|                                    | Saint-Lanne                    | Castelnau-Rivière-Basse |
| Arrosès (Pyrénées-Atlantiques)     | Madiran                        | Hères                   |
| Crouseilles (Pyrénées-Atlantiques) | Bétracq (Pyrénées-Atlantiques) | Soublecause             |

### Géologie et relief
Le vignoble de Madiran est un vignoble de coteaux et de pentes. Il occupe les collines les plus orientales de la grande boucle de l'Adour.
Le vignoble marque peu le paysage. Il n'occupe qu'une place réduite : 5 % des surfaces agricoles des 37 communes ayant droit à l'appellation d'origine contrôlée soit 1 300 ha (en 1990).

### Hydrographie

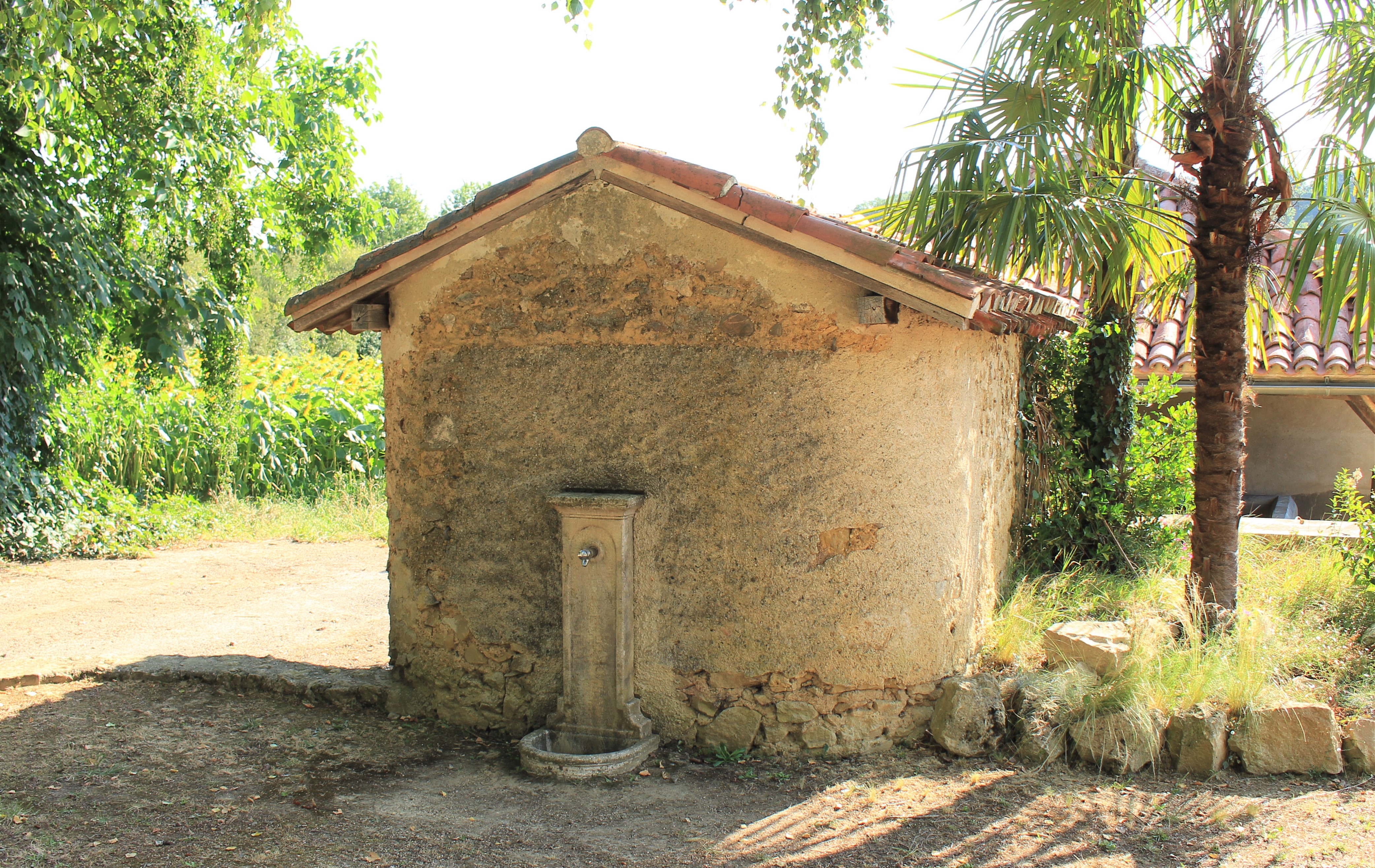
Une fontaine.

Le ruisseau de Saget (affluent gauche de l’Adour) traverse  la commune du sud au nord et forme la limite ouest avec la commune d’Arroses  (Pyrénées-Atlantiques). 
     
Le ruisseau de Bergons (affluent gauche de l’Adour) traverse  la commune du sud au nord en son centre. 
 
Les ruisseaux  de Mondet et de Prouzet  (affluents droit du Bergons) traversent  la commune du sud au nord en son centre. 
     
Le ruisseau de La Caoue (affluent gauche du Louet) traverse  la commune du sud au nord et forme la limite est avec la commune de Castelnau-Rivière-Basse.

### Climat
Le climat est tempéré de type océanique, en raison de l'influence proche de l'océan Atlantique situé à peu près 150 km plus à l'ouest. La proximité des Pyrénées fait que la commune profite d'un effet de foehn, il peut aussi y neiger en hiver, même si cela reste inhabituel.
| Mois                              | jan.  | fév.  | mars  | avril | mai   | juin  | jui.  | août  | sep.  | oct.  | nov.  | déc.  | année   |
| --------------------------------- | ----- | ----- | ----- | ----- | ----- | ----- | ----- | ----- | ----- | ----- | ----- | ----- | ------- |
| Température minimale moyenne (°C) | 0,6   | 1,3   | 2,7   | 5,2   | 8,3   | 11,6  | 14,1  | 13,9  | 11,7  | 8     | 3,6   | 1,3   | 6,9     |
| Température moyenne (°C)          | 5,3   | 6,1   | 7,8   | 10    | 13,3  | 16,7  | 19,3  | 19    | 17,2  | 13,3  | 8,5   | 5,8   | 11,9    |
| Température maximale moyenne (°C) | 9,9   | 11    | 12,9  | 14,8  | 18,3  | 21,7  | 24,5  | 24    | 22,6  | 18,6  | 13,4  | 10,4  | 16,8    |
| Ensoleillement (h)                | 108,8 | 118,8 | 155,6 | 157,2 | 181,3 | 191,5 | 215,5 | 196,4 | 194,5 | 164,4 | 124,4 | 104,4 | 1 912,8 |
| Précipitations (mm)               | 112,8 | 97,5  | 100,2 | 105,7 | 113,6 | 80,7  | 57,3  | 70,3  | 71    | 85,2  | 93    | 112,1 | 1 099,4 |

### Milieux naturels et biodiversité
Aucun espace naturel présentant un intérêt patrimonial n'est recensé sur la commune dans l'inventaire national du patrimoine naturel,,.

## Urbanisme

### Typologie
Au 1er janvier 2024, Madiran est catégorisée commune rurale à habitat très dispersé, selon la nouvelle grille communale de densité à sept niveaux définie par l'Insee en 2022.
Elle est située hors unité urbaine et hors attraction des villes,.

### Occupation des sols
L'occupation des sols de la commune, telle qu'elle ressort de la base de données européenne d’occupation biophysique des sols Corine Land Cover (CLC), est marquée par l'importance des territoires agricoles (76,8 % en 2018), une proportion sensiblement équivalente à celle de 1990 (76,7 %). La répartition détaillée en 2018 est la suivante : 
zones agricoles hétérogènes (38,1 %), terres arables (27,5 %), forêts (21,3 %), prairies (8,9 %), cultures permanentes (2,3 %), zones urbanisées (1,9 %).
L'IGN met par ailleurs à disposition un outil en ligne permettant de comparer l’évolution dans le temps de l’occupation des sols de la commune (ou de territoires à des échelles différentes). Plusieurs époques sont accessibles sous forme de cartes ou photos aériennes : la carte de Cassini (XVIIIe siècle), la carte d'état-major (1820-1866) et la période actuelle (1950 à aujourd'hui).

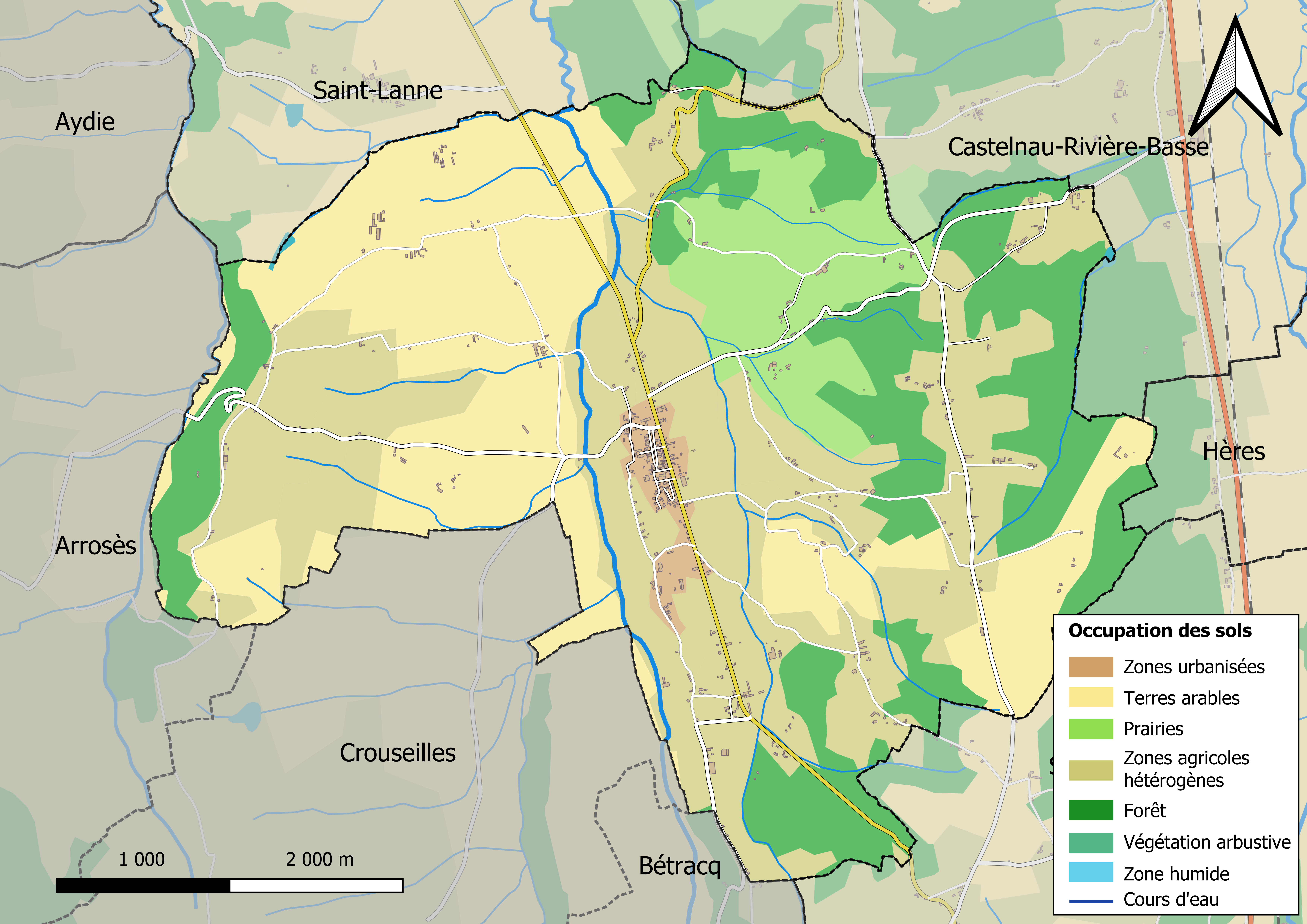
Carte des infrastructures et de l'occupation des sols en 2018 (CLC) de la commune.
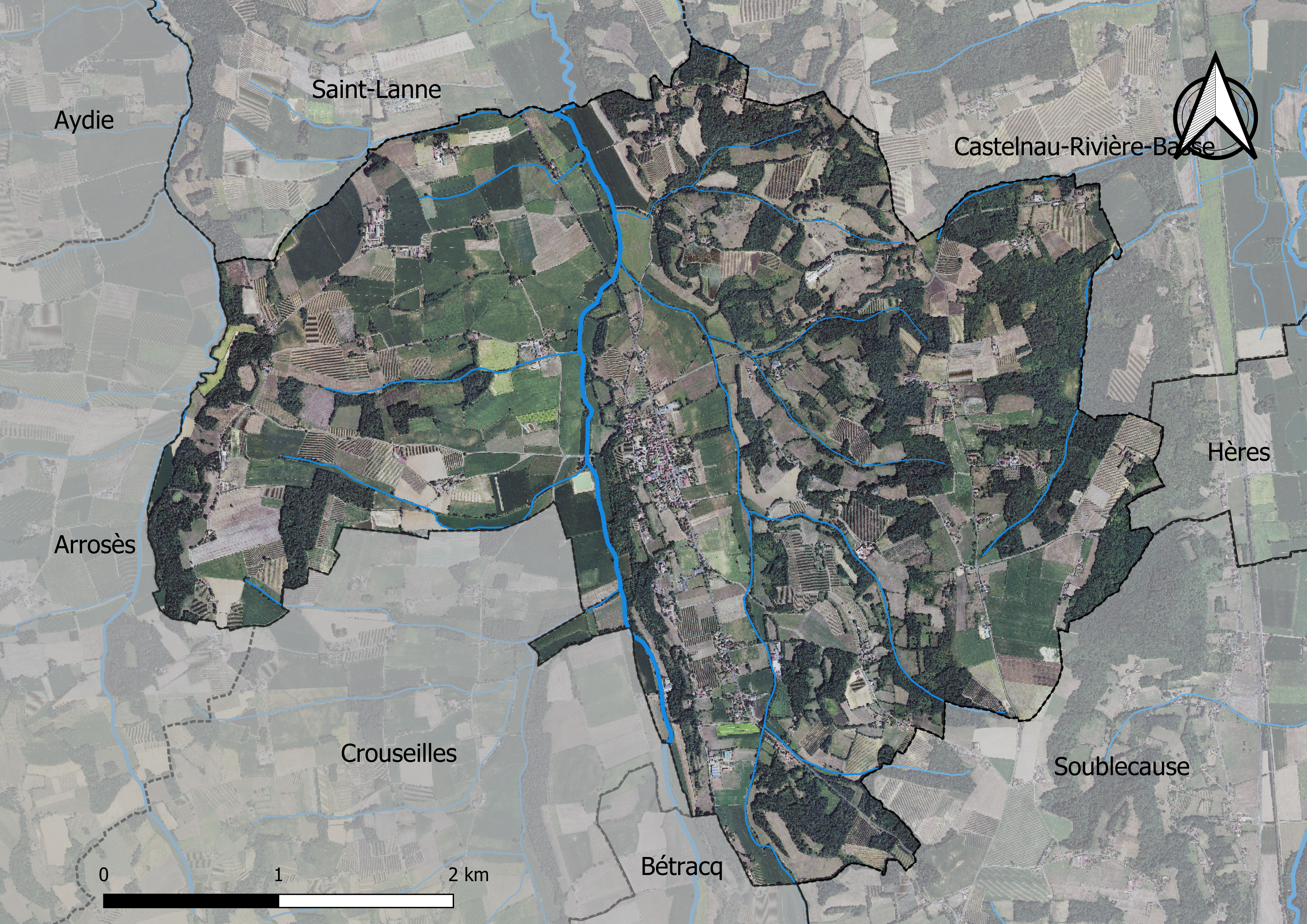
Carte orthophotogrammétrique de la commune.

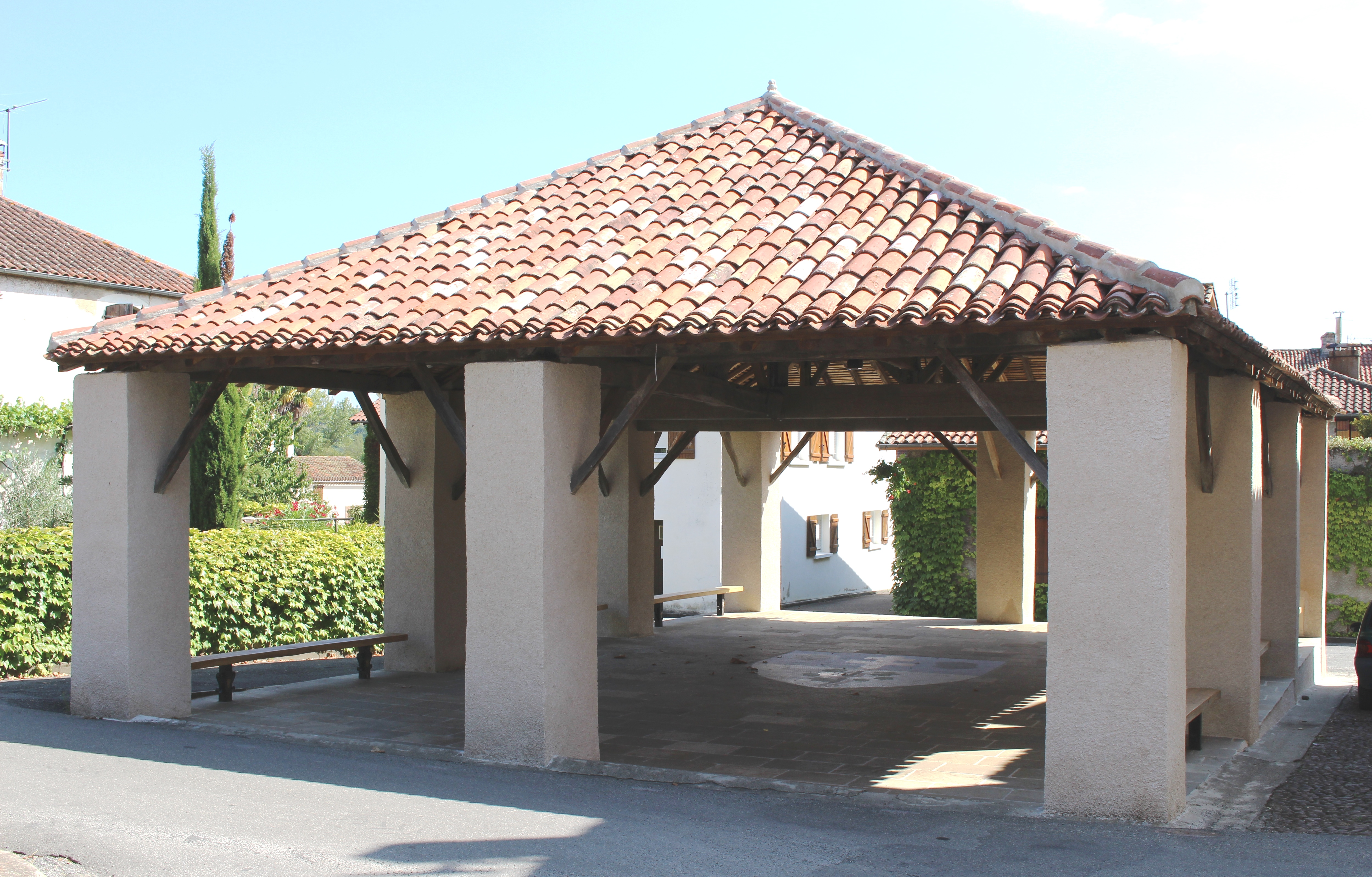
La halle en 2016.

### Morphologie urbaine
Dans le paysage, on ne voit nulle part une « mer » de vigne comme dans le Bordelais ou le Languedoc. La viticulture est souvent associée à d'autres cultures : céréacultures traditionnelles : maïs, blé, ou plus récentes : soja, noisetiers, kiwi.. Le paysage associe donc toutes ces activités avec, en outre, de belles forêts de chênes et de châtaigniers.
Le village moyenâgeux de Madiran fut marqué par cette activité qui lui donne tout son caractère.

### Logement
En 2012, le nombre total de logements dans la commune est de 271.

Parmi ces logements, 70,1 % sont des résidences principales, 18,1 % des résidences secondaires et 11,8 % des logements vacants.

### Voies de communication et transports
Cette commune est desservie par la route départementale D 48 et D 58.

### Risques majeurs
Le territoire de la commune de Madiran est vulnérable à différents aléas naturels : météorologiques (tempête, orage, neige, grand froid, canicule ou sécheresse), inondations, mouvements de terrains et séisme (sismicité modérée). Un site publié par le BRGM permet d'évaluer simplement et rapidement les risques d'un bien localisé soit par son adresse soit par le numéro de sa parcelle.
Certaines parties du territoire communal sont susceptibles d’être affectées par le risque d’inondation par débordement de cours d'eau, notamment le Bergons et le Saget. La cartographie des zones inondables en ex-Midi-Pyrénées réalisée dans le cadre du XIe Contrat de plan État-région, visant à informer les citoyens et les décideurs sur le risque d’inondation, est accessible sur le site de la DREAL Occitanie. La commune a été reconnue en état de catastrophe naturelle au titre des dommages causés par les inondations et coulées de boue survenues en 1982, 1999 et 2009,.
Madiran est exposée au risque de feu de forêt. Un plan départemental de protection des forêts contre les incendies a été approuvé par arrêté préfectoral le 21 avril 2020 pour la période 2020-2029. Le précédent couvrait la période 2007-2017. L’emploi du feu est régi par deux types de réglementations. D’abord le code forestier et l’arrêté préfectoral du 27 octobre 2014, qui réglementent l’emploi du feu à moins de 200 m des espaces naturels combustibles sur l’ensemble du département. Ensuite celle établie dans le cadre de la lutte contre la pollution de l’air, qui interdit le brûlage des déchets verts des particuliers. L’écobuage est quant à lui réglementé dans le cadre de commissions locales d’écobuage (CLE)

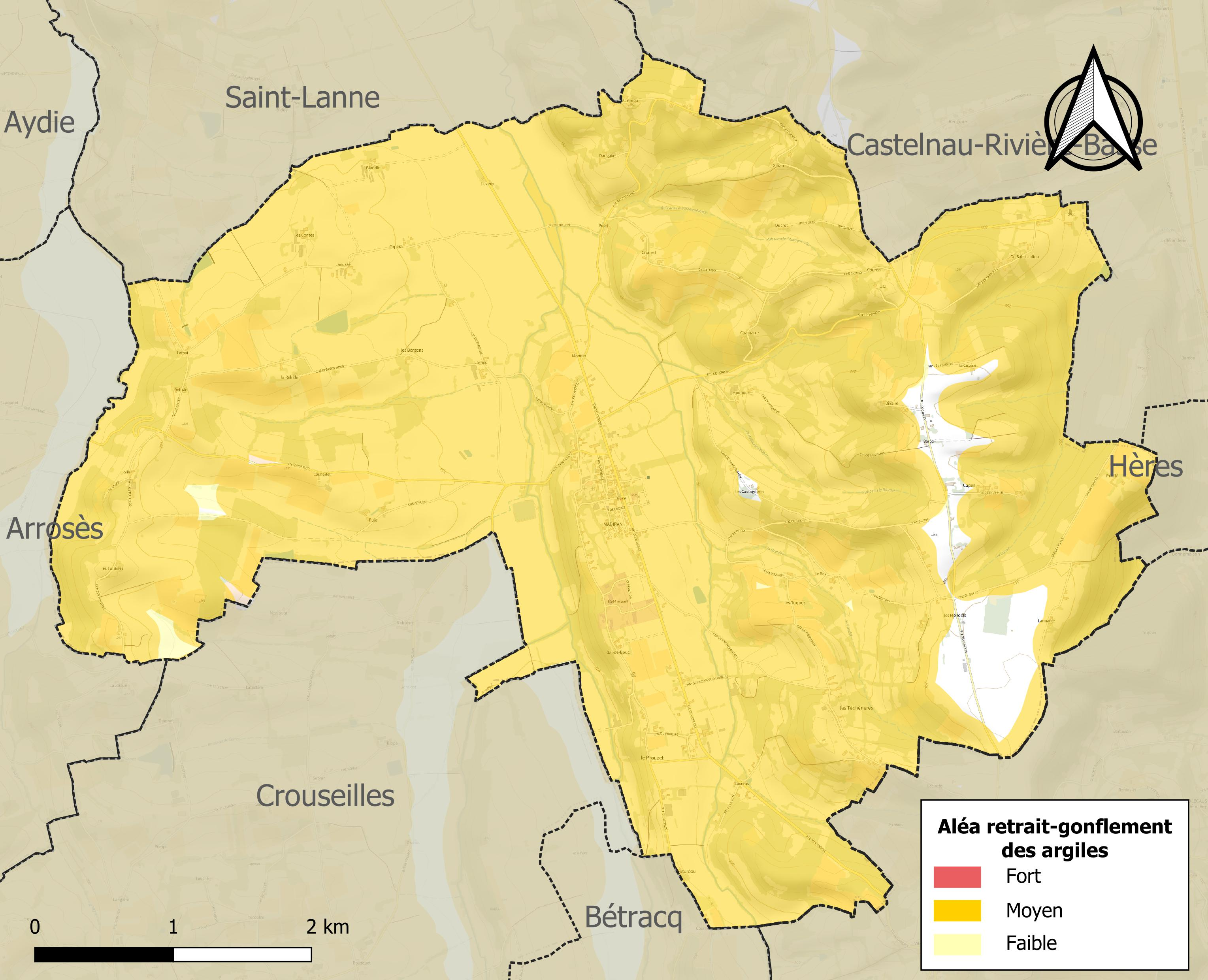
Carte des zones d'aléa retrait-gonflement des sols argileux de Madiran.

Les mouvements de terrains susceptibles de se produire sur la commune sont des tassements différentiels.
Le retrait-gonflement des sols argileux est susceptible d'engendrer des dommages importants aux bâtiments en cas d’alternance de périodes de sécheresse et de pluie. 96,2 % de la superficie communale est en aléa moyen ou fort (44,5 % au niveau départemental et 48,5 % au niveau national). Sur les 281 bâtiments dénombrés sur la commune en 2019, 271 sont en aléa moyen ou fort, soit 96 %, à comparer aux 75 % au niveau départemental et 54 % au niveau national. Une cartographie de l'exposition du territoire national au retrait gonflement des sols argileux est disponible sur le site du BRGM,.
Par ailleurs, afin de mieux appréhender le risque d’affaissement de terrain, l'inventaire national des cavités souterraines permet de localiser celles situées sur la commune.
Concernant les mouvements de terrains, la commune a été reconnue en état de catastrophe naturelle au titre des dommages causés par la sécheresse en 1989 et 2017 et par des mouvements de terrain en 1999.

## Toponymie

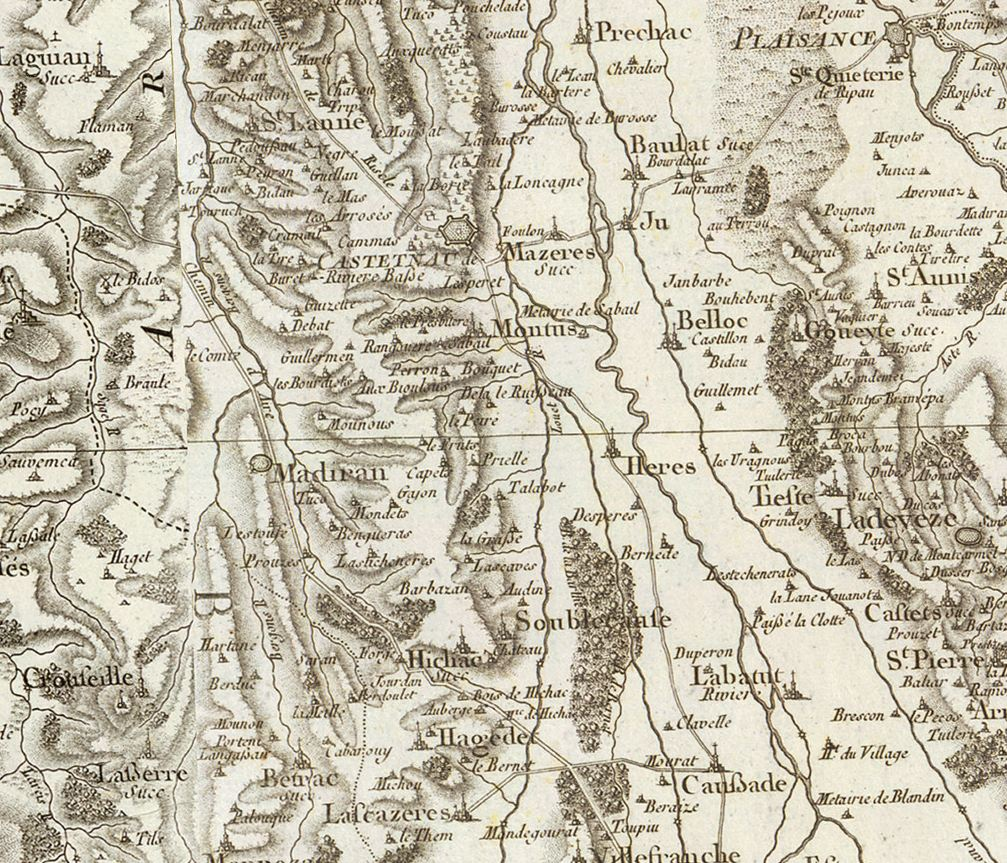
Extrait de la carte de Cassini (entre 1756 et 1789) situant Madiran au sud-ouest de Castelnau-Rivière-Basse.

On trouvera les principales informations dans le Dictionnaire toponymique des communes des Hautes-Pyrénées de Michel Grosclaude et Jean-François Le Nail qui rapporte les dénominations historiques du village :
Dénominations historiques :
- de Madirano, latin (1300, enquête Bigorre) ;
- de Madirano, latin (1342, pouillé de Tarbes) ;
- de Madirano, latin (1379, procuration Tarbes) ;
- Madiran (fin XVIIIe siècle, carte de Cassini).

Étymologie : on a imaginé que Madiran fut un ancien « *Maridan » déformation du latin « Maria  Dona », nom de la patronne de son église et du grand monastère qui existait.

C'est plus vraisemblablement un ancien *Materianus, qui signifie « domaine de Materius ».

Nom occitan : Madiran.

## Histoire
Sa fondation remonte à l'époque romaine[réf. nécessaire]. Il apparaît dans l'histoire en 1030/1088 avec une référence à la fondation du prieuré de Madiran trouvée dans les archives des pères jésuites de Toulouse[réf. nécessaire].

### Cadastre napoléonien de Madiran
Le plan cadastral napoléonien de Madiran est consultable sur le site des archives départementales des Hautes-Pyrénées.

## Politique et administration

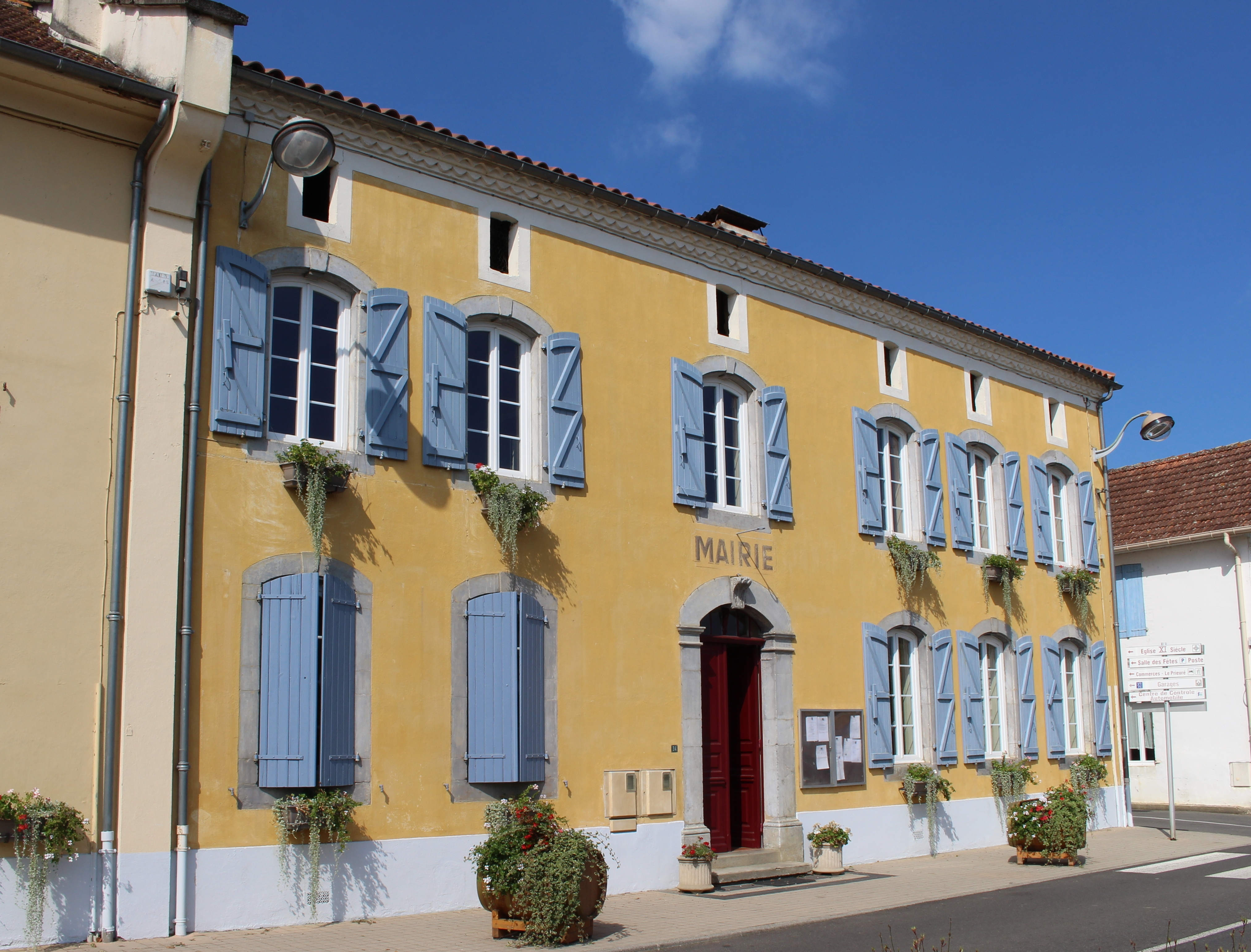
La mairie en 2016.

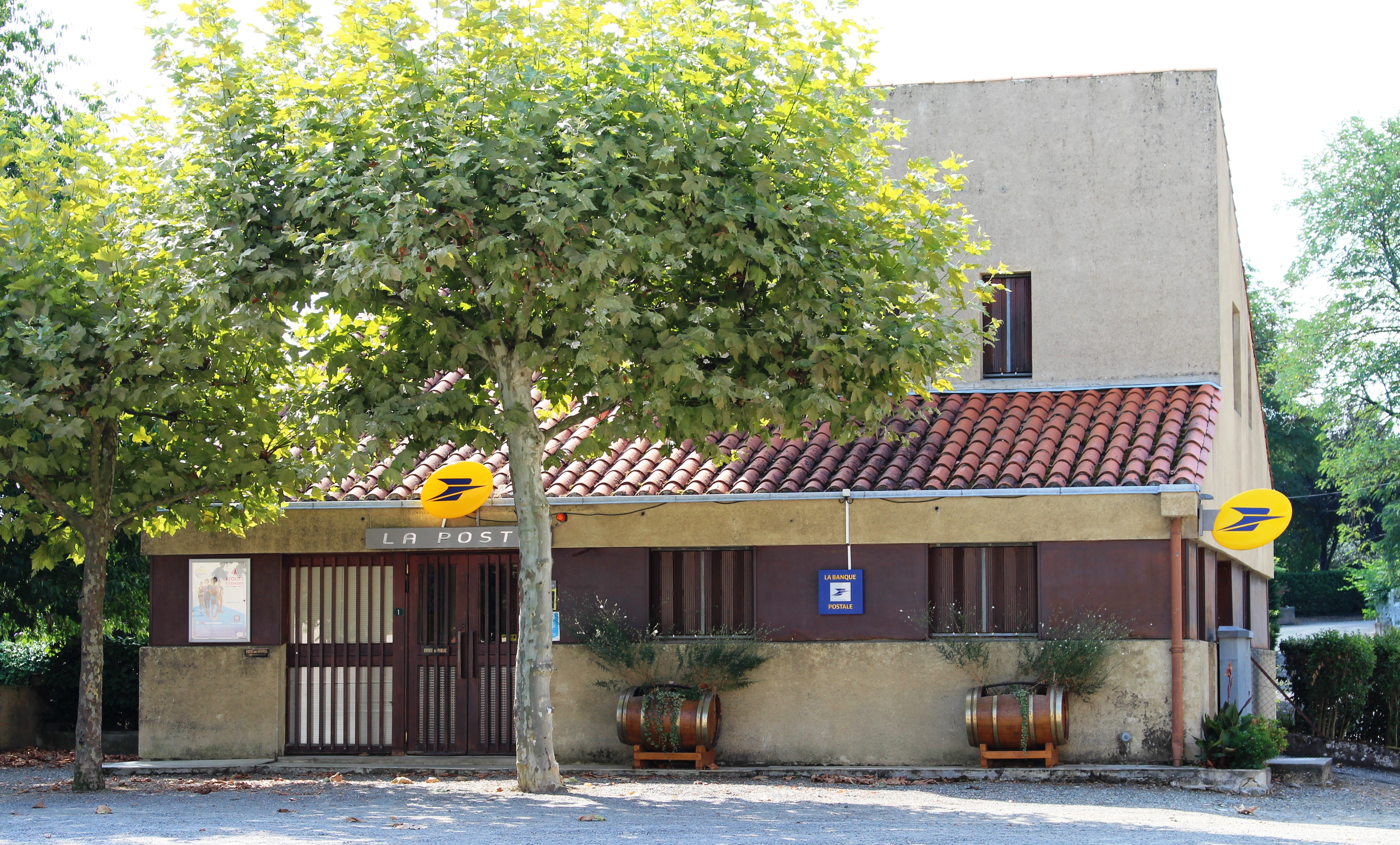
La Poste de Madiran.

### Liste des maires
| Période                                  | Période   | Identité       | Étiquette | Qualité            |
| ---------------------------------------- | --------- | -------------- | --------- | ------------------ |
| Les données manquantes sont à compléter. |           |                |           |                    |
|                                          |           |                |           |                    |
| mars 1901                                | 1914      | Ludger Nabonne |           |                    |
| ..                                       | ..        |                |           |                    |
| mars 2001                                | mars 2014 | Francis Dutour | PRG       | Conseiller général |
| mars 2014                                | mars 2020 | Alain Cassou   |           |                    |
| mars 2020                                | En cours  | Fabrice Latapi | DVG       |                    |

### Rattachements administratifs et électoraux

#### Historique administratif
Sénéchaussée de Lectoure, élection d'Armagnac, pays de Rivière-Basse, canton de Castelnau-Rivière-Basse (depuis 1790).

#### Intercommunalité
Madiran appartient à la communauté de communes Adour Madiran créée en janvier 2017 qui a la particularité de réunir 72 communes de Bigorre et Béarn.

### Services publics
La commune de Madiran dispose d'une agence postale.

### Jumelages
La ville de Madiran est jumelée avec :
- Badarán, La Rioja (Espagne).

## Population et société

### Démographie

#### Évolution démographique

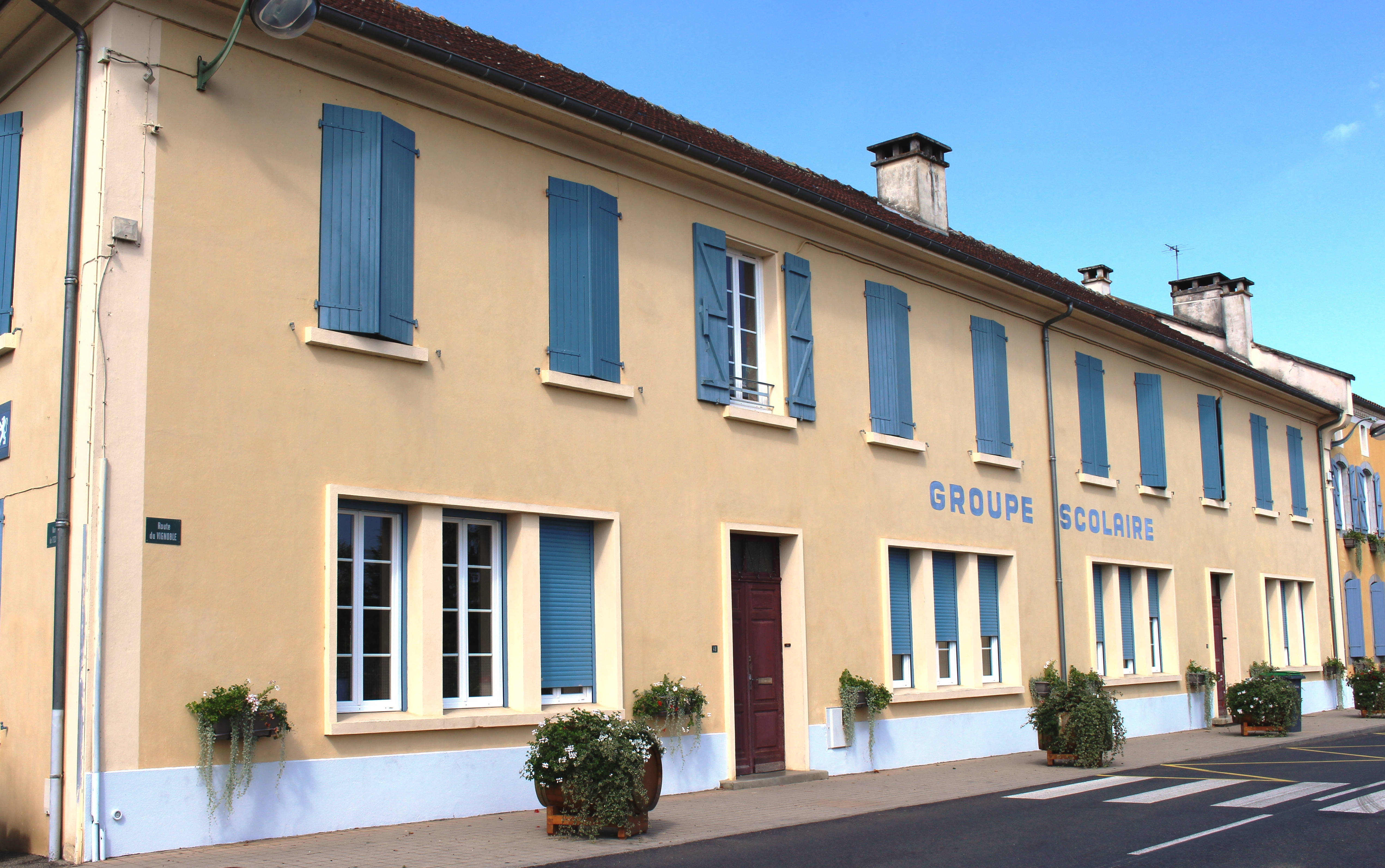
L’école primaire en 2016.

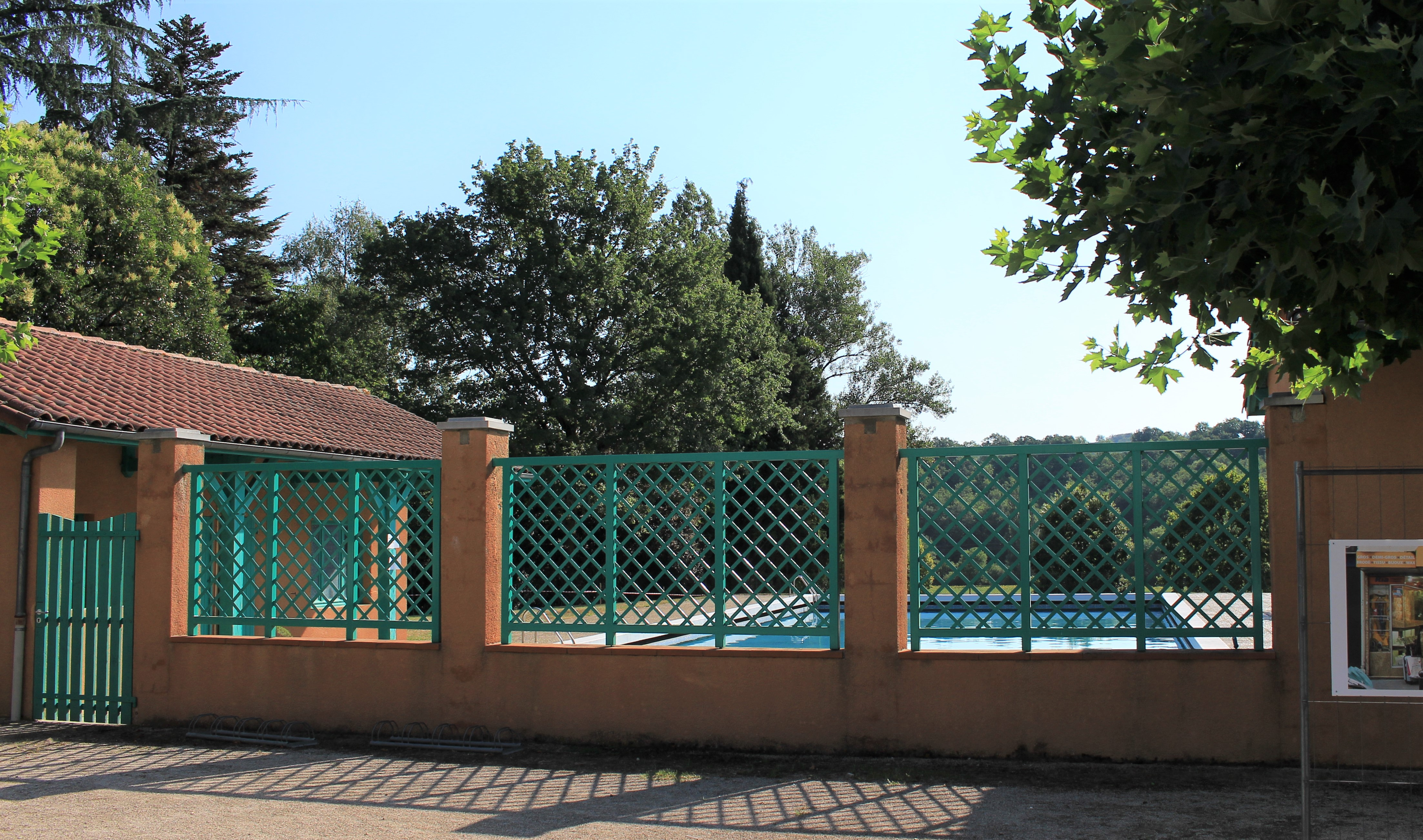
La piscine en 2022.

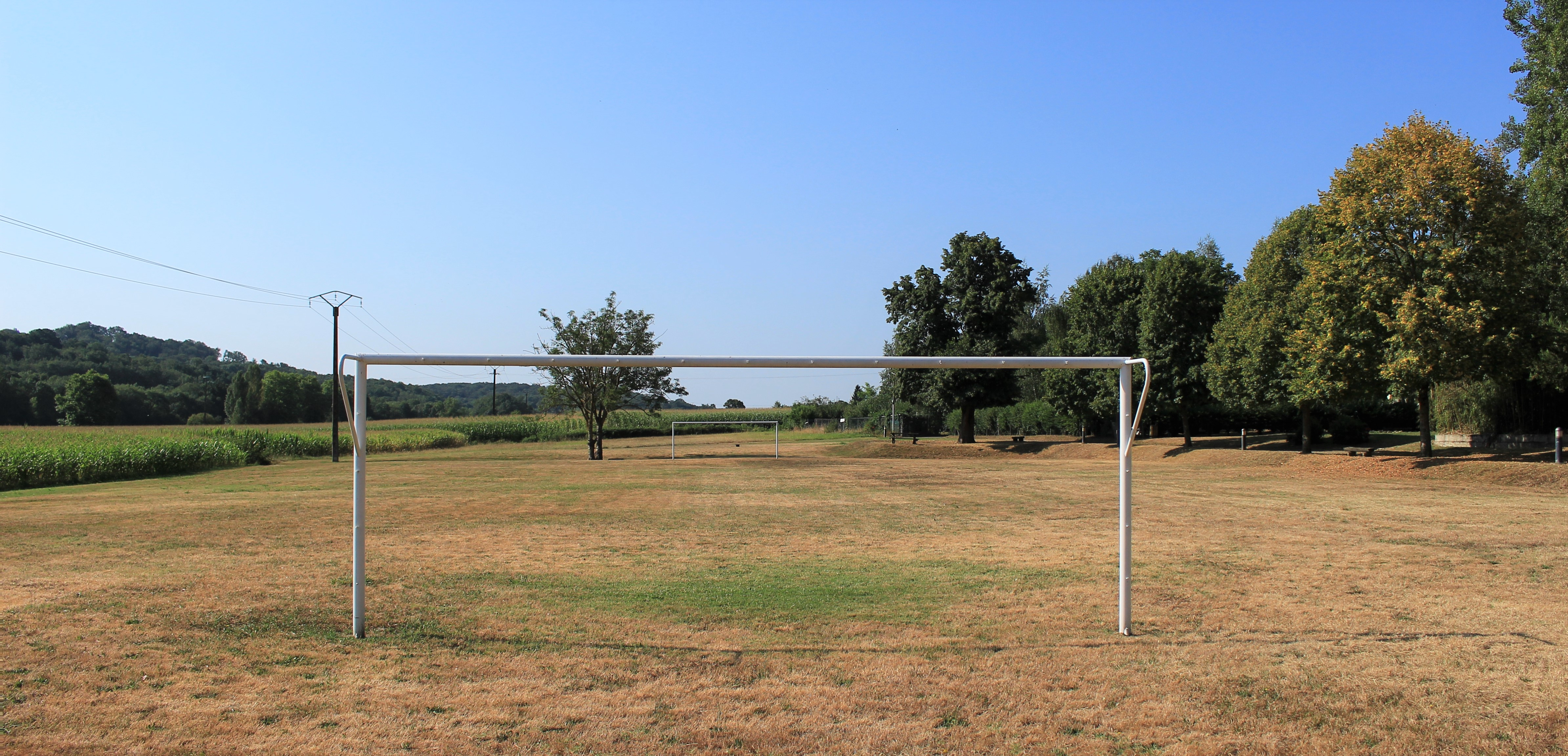
Le terrain de football en 2022.

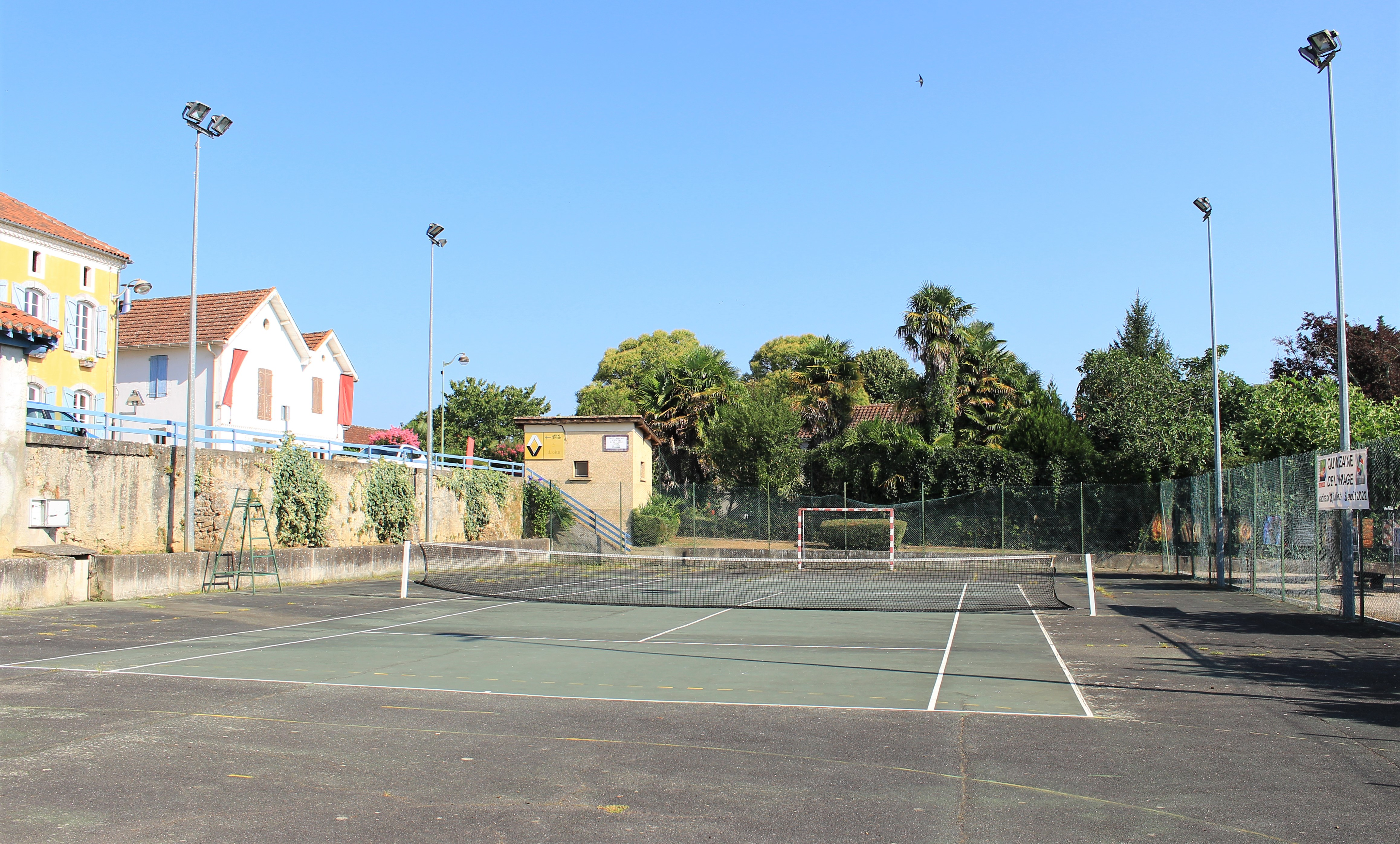
Le court de tennis en 2022.

| 1793  | 1800  | 1806  | 1821  | 1831  | 1836  | 1841  | 1846  | 1851  |
| ----- | ----- | ----- | ----- | ----- | ----- | ----- | ----- | ----- |
| 1 004 | 1 097 | 1 115 | 1 125 | 1 289 | 1 214 | 1 151 | 1 205 | 1 260 |

| 1856  | 1861  | 1866  | 1876  | 1881  | 1886  | 1891  | 1896 | 1901 |
| ----- | ----- | ----- | ----- | ----- | ----- | ----- | ---- | ---- |
| 1 200 | 1 133 | 1 117 | 1 090 | 1 110 | 1 044 | 1 005 | 943  | 890  |

| 1906 | 1911 | 1921 | 1926 | 1931 | 1936 | 1946 | 1954 | 1962 |
| ---- | ---- | ---- | ---- | ---- | ---- | ---- | ---- | ---- |
| 903  | 850  | 750  | 803  | 729  | 763  | 707  | 581  | 582  |

| 1968 | 1975 | 1982 | 1990 | 1999 | 2005 | 2006 | 2010 | 2015 |
| ---- | ---- | ---- | ---- | ---- | ---- | ---- | ---- | ---- |
| 556  | 554  | 598  | 553  | 536  | 476  | 467  | 449  | 424  |

| 2020 | 2022 | - | - | - | - | - | - | - |
| ---- | ---- | - | - | - | - | - | - | - |
| 425  | 424  | - | - | - | - | - | - | - |

### Enseignement
La commune dépend de l'académie de Toulouse. Elle dispose d’une école en 2017.
- École primaire.

### Manifestations culturelles et festivités
Le village est animé tous les 15 août par la foire des vins de Madiran.
Festival de musique classique « Musiques et vins en Madiran » en juillet.

### Sports

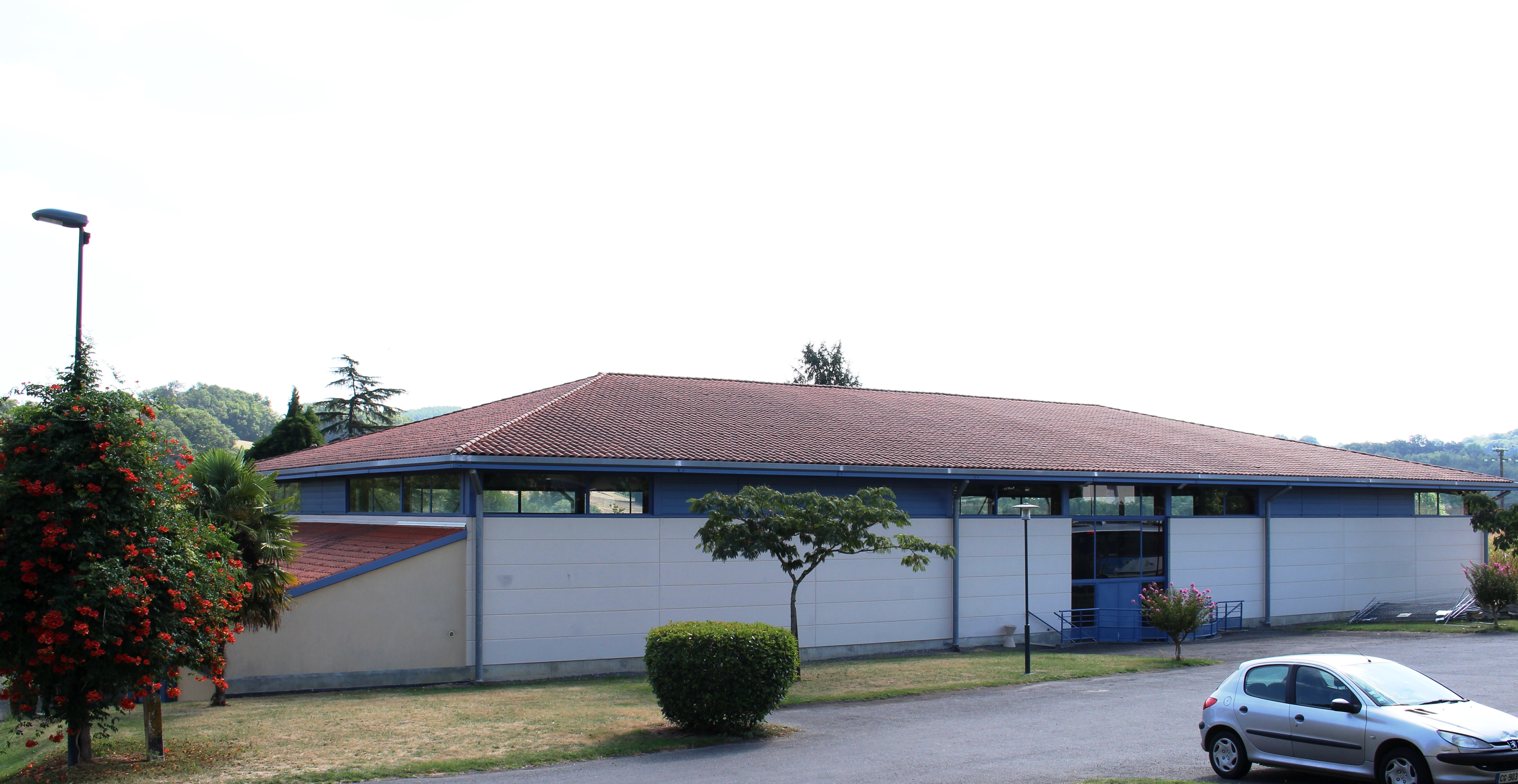
Le gymnase en 2016.

## Économie

### Revenus
En 2018, la commune compte 185 ménages fiscaux, regroupant 372 personnes. La médiane du revenu disponible par unité de consommation est de 19 310 € (20 420 € dans le département).

### Emploi
|                | 2008  | 2013  | 2018  |
| -------------- | ----- | ----- | ----- |
| Commune        | 2,9 % | 5,4 % | 4,8 % |
| Département    | 7,7 % | 9,4 % | 9,8 % |
| France entière | 8,3 % | 10 %  | 10 %  |

En 2018, la population âgée de 15 à 64 ans s'élève à 249 personnes, parmi lesquelles on compte 72,5 % d'actifs (67,7 % ayant un emploi et 4,8 % de chômeurs) et 27,5 % d'inactifs,. Depuis 2008, le taux de chômage communal (au sens du recensement) des 15-64 ans est inférieur à celui de la France et du département.
La commune est hors attraction des villes,. Elle compte 272 emplois en 2018, contre 231 en 2013 et 227 en 2008. Le nombre d'actifs ayant un emploi résidant dans la commune est de 174, soit un indicateur de concentration d'emploi de 156,6 % et un taux d'activité parmi les 15 ans ou plus de 48,8 %.
Sur ces 174 actifs de 15 ans ou plus ayant un emploi, 99 travaillent dans la commune, soit 57 % des habitants. Pour se rendre au travail, 59,5 % des habitants utilisent un véhicule personnel ou de fonction à quatre roues, 0,6 % les transports en commun, 24 % s'y rendent en deux-roues, à vélo ou à pied et 16 % n'ont pas besoin de transport (travail au domicile).

### Activités

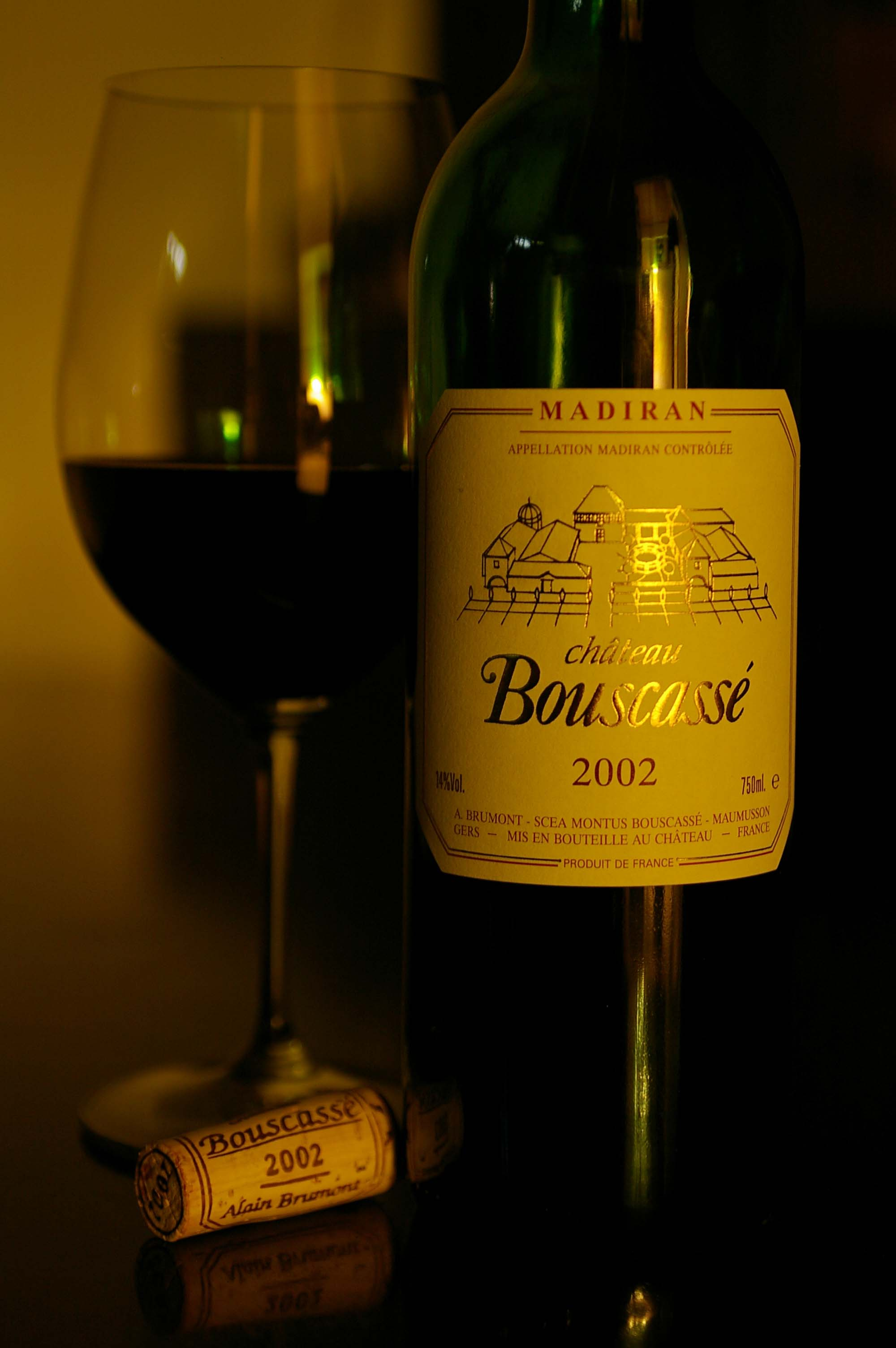
AOC Madiran.

La commune fait partie des zones d'appellation d'origine contrôlée (AOC) du madiran, du pacherenc-du-vic-bilh et du béarn, ainsi que l'IGP Bigorre.
La culture de la vigne est une activité quasi-millénaire. Ce sont les moines bénédictins qui l'ont introduite et diffusée. L'AOC ne fut obtenue qu'en 1948. Le vignoble du Madiran a souffert, en effet, de la concurrence du vin du Jurançon et surtout du vin de Bordeaux.
Les cépages utilisés sont le cabernet et le sauvignon mais aussi des cépages propres au Madiran à savoir : le tannat, le pacherenc et le palissé.

## Culture locale et patrimoine

### Lieux et monuments

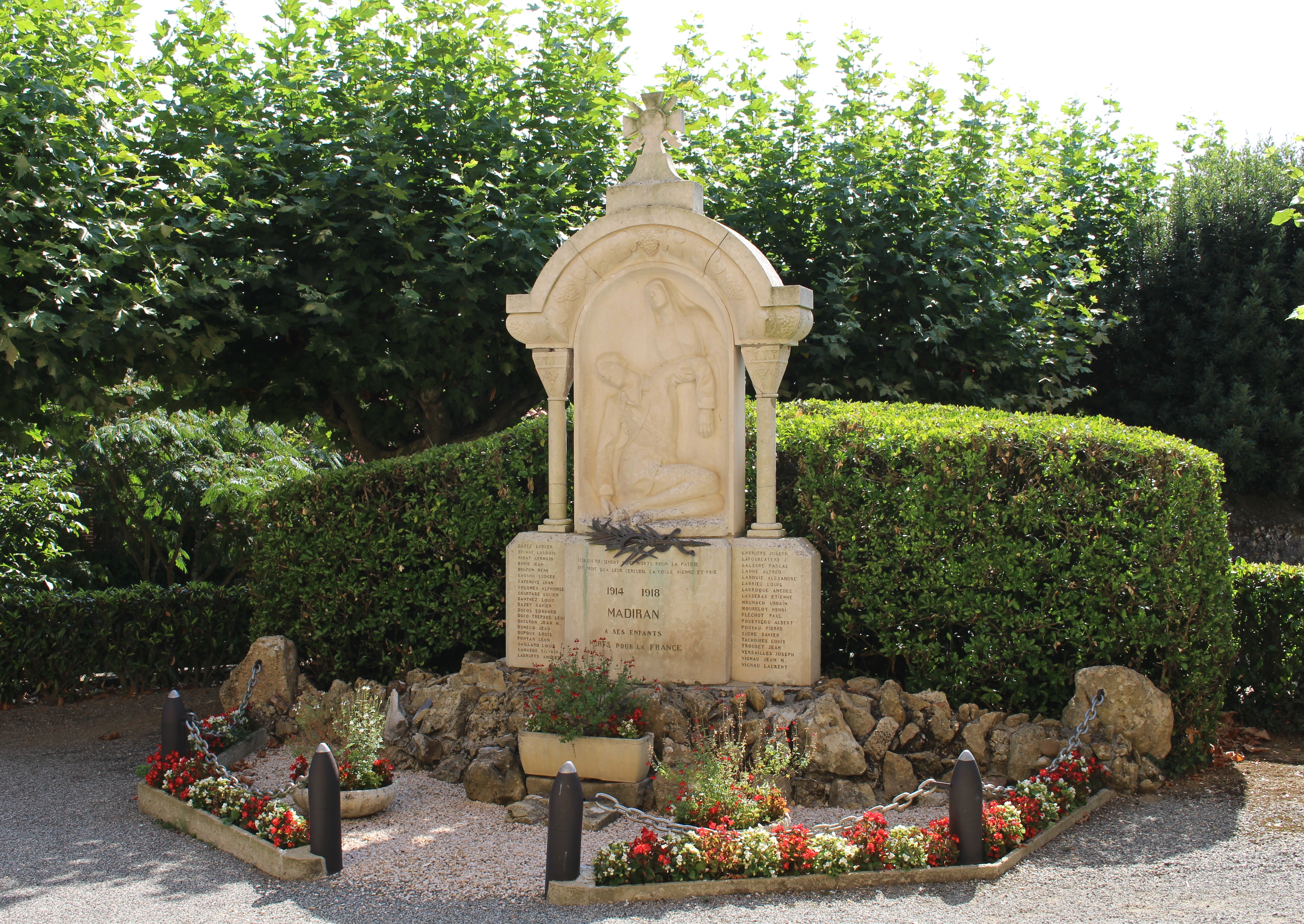
Le monument aux morts municipal.

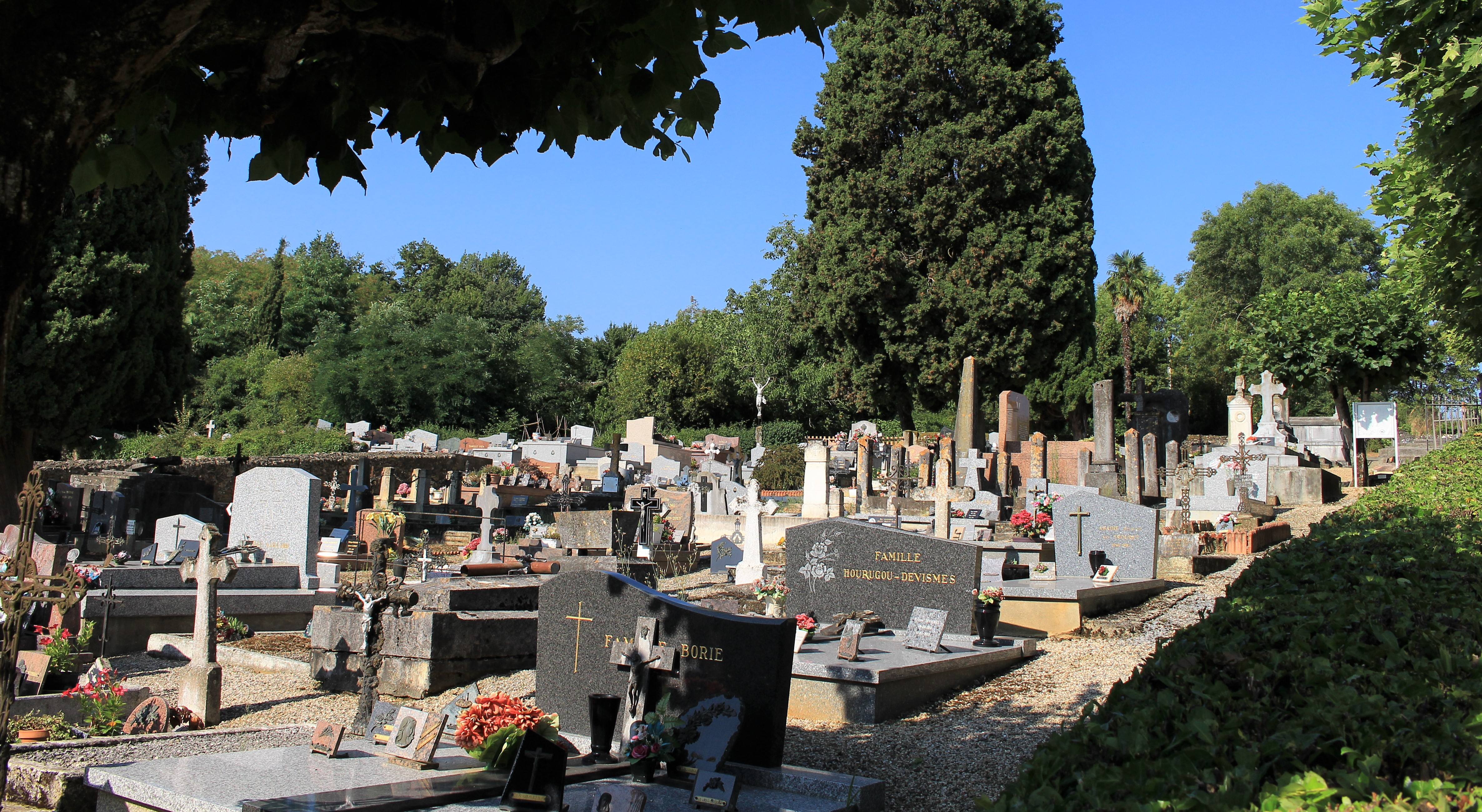
Le cimetière.

- Du monastère, fondé par les moines bénédictins au XIe siècle, ne subsistent que quelques vestiges près de l'église. Le monastère fut occupé par les jésuites entre 1625 et 1776, puis de nouveau par les bénédictins de 1936 à 1952.
- Une halle en bois.
- Église Sainte-Marie de Madiran

Au cours de la première moitié du XIe siècle, Sancius, parent des comtes de Bigorre et qui devint plus tard moine, agrandit les possessions du prieuré et remplaça la chapelle primitive de Notre-Dame de Madiran par une église plus belle.
Vers 1080, le 3e prieur, Guillaume Par agrandit et embellit l'église élevée par Sancius et l'adapta aux exigences de la vie monastique en la dotant d'un chœur ainsi que de la chapelle Saint-Benoît accolée au côté nord de l'édifice.
Le 1er septembre 1569, les troupes protestantes de Mongommery, sur l'ordre de Jeanne d'Albret, mère du futur roi de France, Henri IV, brûlèrent le prieuré et l'église. À l'extérieur de la façade nord, on peut encore voir les pierres rougies par le feu.
En 1899, l'église est classée monument historique.
La nef de l'église a été très remaniée au XVIIIe siècle. Elle est construite en petit appareil. Elle mesure 11 mètres de largeur. Ses murs étaient plus hauts, mais à la suite des vicissitudes de l'histoire, ils ont été arasés perdant ainsi leurs fenêtres primitives. Des pilastres de moyen appareil les renforcent intérieurement pour assurer la solidité de l'ensemble du bâtiment.
Le chœur de l'église possède des arcatures et des chapiteaux dont l'un représente un paysan en train de chausser un cep de vigne solidement fixé à un piquet.
L'église abrite une statuette de Notre Dame. La population de Madiran la vénérait pour sa protection contre les épidémies de peste et notamment celle de 1654. Elle aurait été, dit la légende, retrouvée intacte après l'incendie du prieuré en 1569.
L'église est bâtie sur une crypte en berceau. Sa structure basse, ses piliers trapus, un chapiteau romain peuvent laisser supposer qu'un temple païen pré-existait à cet endroit pendant la période romaine.
Dépourvue de contreforts extérieurs, l'église ne fut jamais voûtée, mais simplement recouverte d'une charpente apparente.
- Lavoir.

Sélection de vues des lieux communaux.
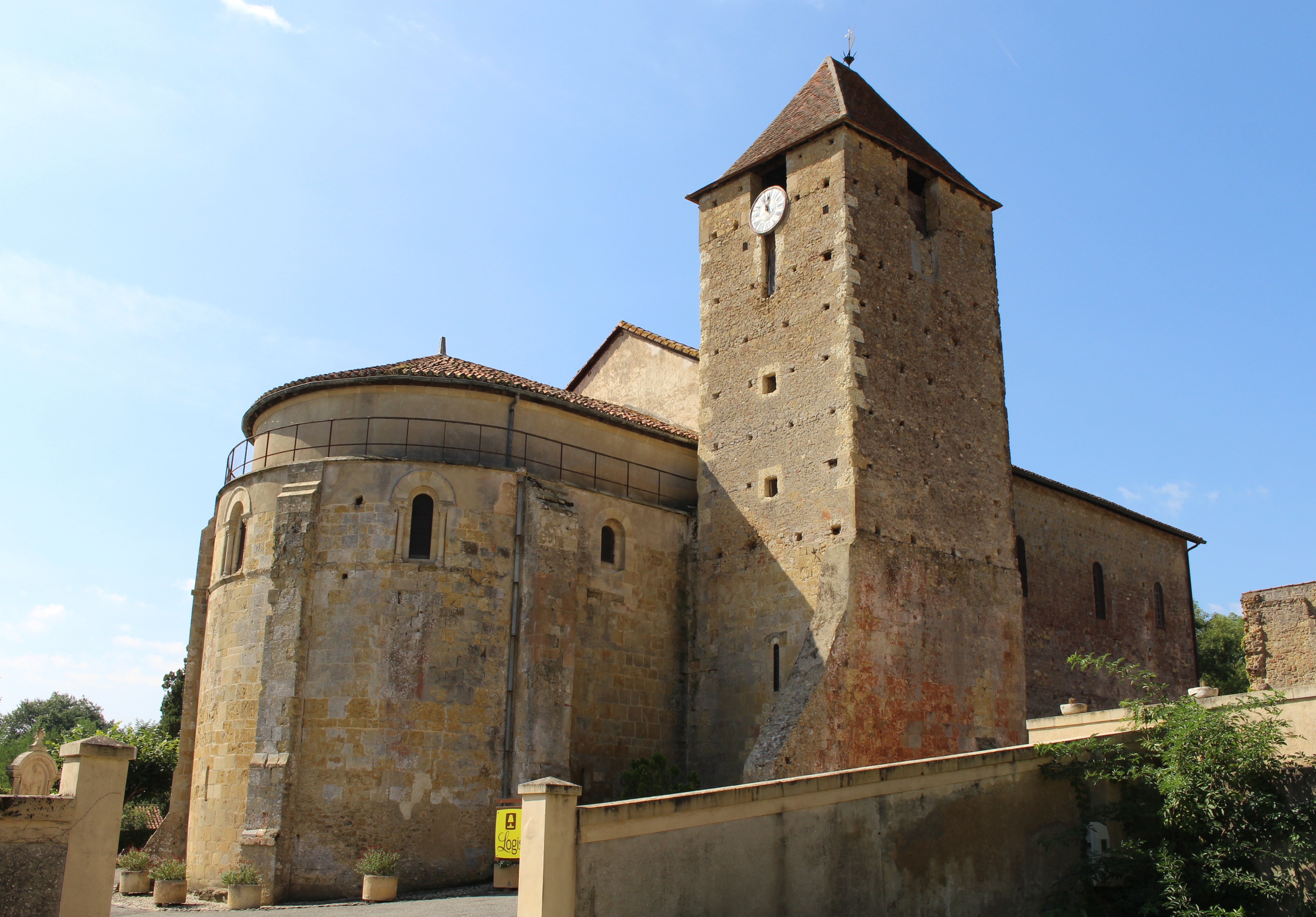
L'église Sainte-Marie.
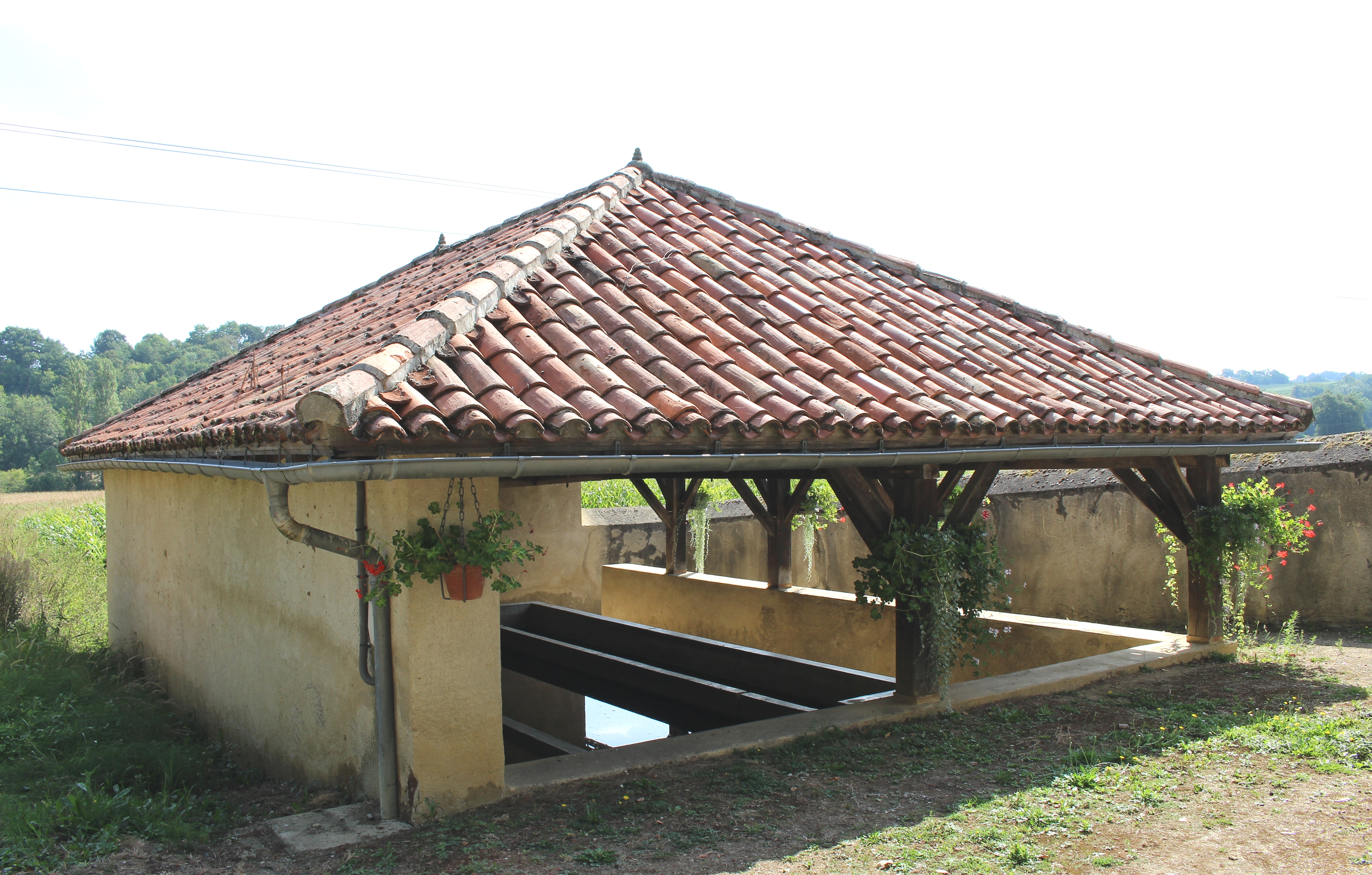
Le lavoir de Madiran.
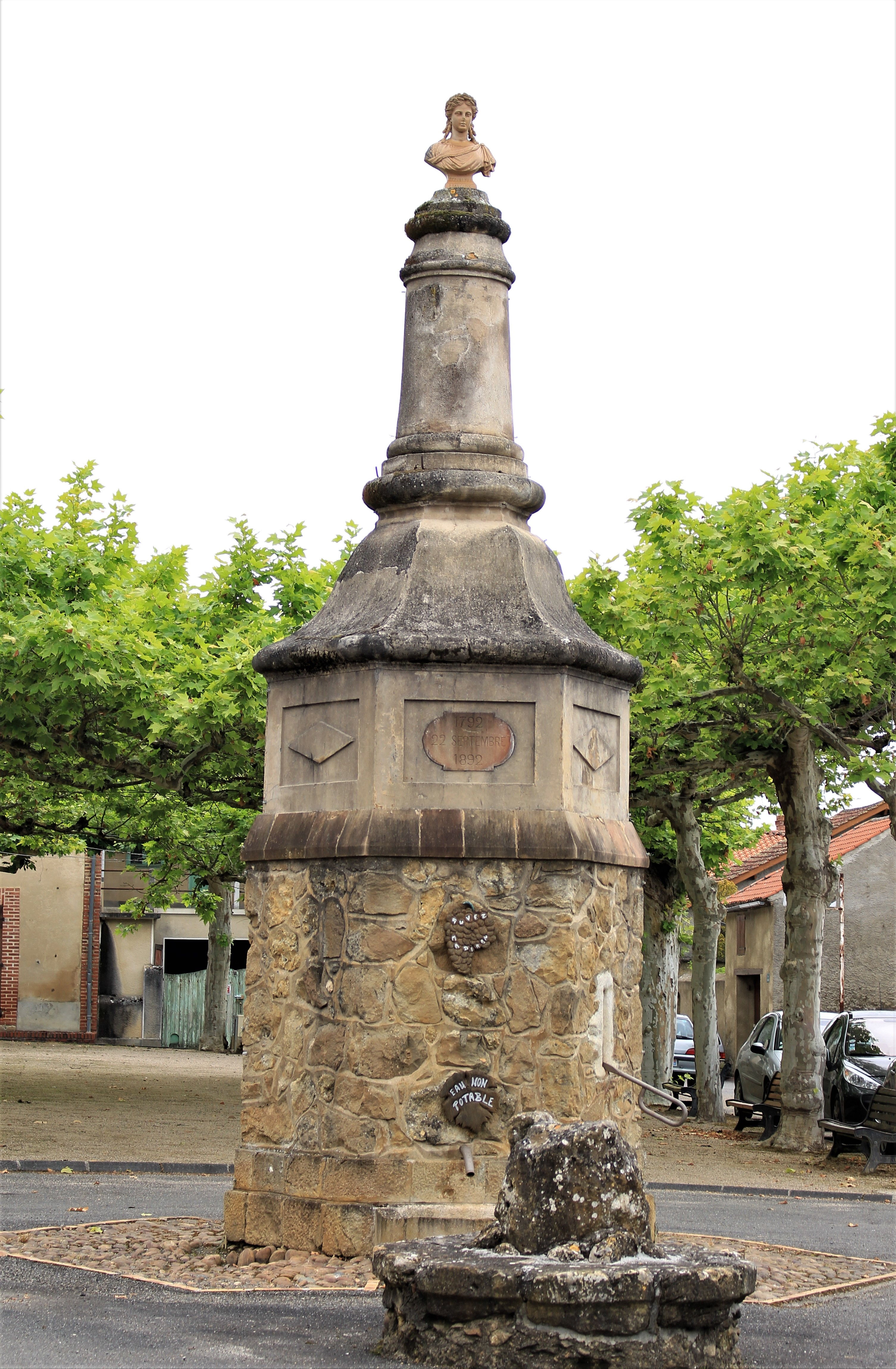
La fontaine.

### Personnalités liées à la commune
- Émile Peynaud (1912-2004), œnologue, né  à Madiran.
- Ludger Nabonne, maire de Madiran de 1901 à 1914 et président du syndicat des viticulteurs du Madiranais fondé en 1906[réf. nécessaire]. Il a fait la demande d'une aire spécifique au madiranais et fait une demande d'appellation. C'est son fils Bernard Nabonne, écrivain, à son tour président des viticulteurs, qui a fait obtenir l'appellation contrôlée en 1948[réf. nécessaire].

### Héraldique
| Blason | Blasonnement : Coupé : d'azur à la croix patriarcale issante d'or, accostée de deux têtes de maure contournées de sable, au second d'argent au cep de vigne fruité d'une pièce au naturel. |